# Succession apostolique

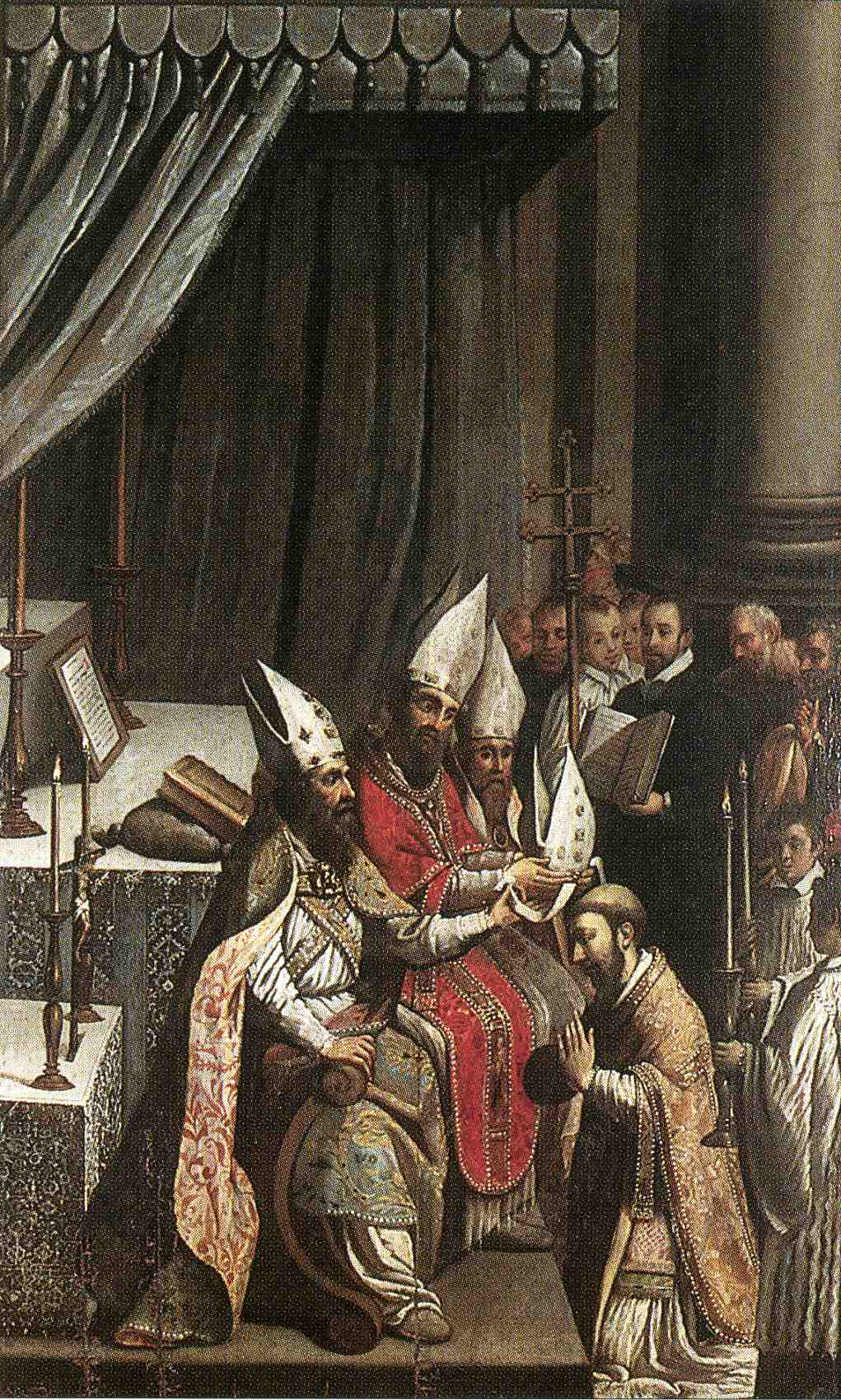
La Consécration de Déodat (saint Dié), par Claude Bassot (vers 1620)

La succession apostolique est un dogme de certaines dénominations chrétiennes selon lequel la Grande Mission des apôtres de Jésus continue d'être portée par leurs successeurs, les évêques, garantissant ainsi à l'Église qui la détient la fidélité au christianisme primitif.
Les Églises catholique et orthodoxe affirment que la succession apostolique est assurée par la consécration épiscopale. Dans la plupart des Églises protestantes, la succession dans la foi revêt plus d'importance que la notion d'autorité inhérente à la succession par consécration.

## Origines

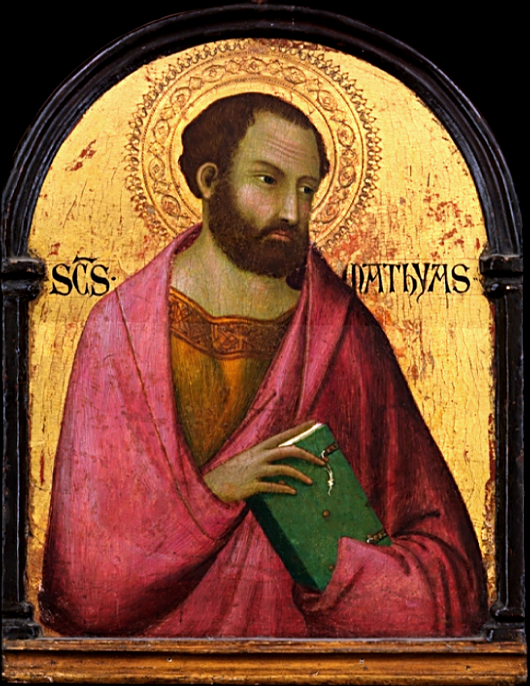
L'apôtre Matthias, qui remplace Judas pour assurer la succession parmi les Douze. Atelier de Simone Martini (1319), Metropolitan Museum of Art.

Autant l'Église primitive a été historiquement fondée par des disciples de Jésus, autant il est difficile de cerner l'organisation interne de ces premières communautés. Toujours est-il qu'une structure hiérarchique est attestée à la fin du Ier siècle dans la Première épître de Clément, évêque de la ville de Rome, aux Corinthiens. Pour Clément (mort vers 98), les premiers apôtres ont consacré leurs propres disciples afin qu'ils continuent la mission dont Jésus les a chargés. Cette doctrine soutient également que les preuves indiquent que cette pratique a existé dès les deuxième ou troisième générations, déjà constituée d'épiscopes, de presbytres et de diacres.
Ce système se fonde sur l'obligation de préserver la continuité dans la transmission du dépôt de la foi confié par le Christ aux apôtres. Aux presbytres est due la soumission car ils sont les détenteurs légitimes de l'investiture apostolique. Clément illustre ce principe avec un verset du Livre d'Isaïe qu'il adapte pour les besoins de sa démonstration : « Depuis de longs siècles déjà l'Écriture parlait des évêques et des diacres ; elle dit en effet : "J'établirai leurs évêques dans la justice, et les diacres dans la foi" (Is 60:17). » À cette justification, il ajoute un parallèle avec la discipline des armées romaines, mais aussi avec le statut des officiants du Temple de Jérusalem.
Au IIe siècle, tradition et succession  prennent une importance théologique et acquièrent leur signification technique. C'est ainsi que dans un écrit rapporté au IVe siècle par Eusèbe de Césarée, Hégésippe de Jérusalem (115-180), pour défendre la foi de l'Église, se sert du principe de la succession des évêques dont il dresse la liste jusqu'à Anicet. Dans Contre les hérésies datant du IIe siècle, Irénée de Lyon (130-202) affirme que la doctrine véritable peut être connue de tous et dans toutes les Églises, grâce à la succession des évêques gardiens de la tradition apostolique, et choisit pour illustre son propos de fournir pour l'Église de Rome la liste des évêques qui se sont succédé depuis les apôtres Pierre et Paul jusqu'à l'évêque contemporain de Rome, Éleuthère,,. Tertullien (155-220) considère que la succession ininterrompue des évêques des Églises locales est le signe de leur caractère apostolique. Clément d'Alexandrie parle de la succession épiscopale remontant aux apôtres. En outre, la Tradition apostolique présente les évêques dans la continuité du ministère apostolique. Enfin, Eusèbe de Césarée (265-339), membre influent du concile de Nicée, accorde une place capitale à la succession apostolique, en tant que garantie de la vérité de la tradition et rappelle souvent la succession des évêques dans les quatre principaux sièges que sont Rome, Antioche, Jérusalem et Alexandrie.
Une analyse historique, allant d' Alfred Loisy à François Laplanche, a considéré que cette organisation est une particularité de l'Égypte et ne prend corps dans les autres pays qu'au IIIe siècle. Il n'y aurait jamais eu une telle « Église » institutionnelle avant la toute fin du IIIe siècle et le début du IVe siècle, c'est-à-dire au moment de la persécution des chrétiens par Dioclétien (306) dans les régions où ils étaient nombreux. La structure institutionnelle se met alors en place comme fait de résistance, particulièrement en Égypte, où le métropolite Pierre d'Alexandrie se réfugie au désert pour organiser la résistance de l'extérieur tandis que l'évêque Melitios de Lycopolis organise la résistance de l'intérieur. Les chrétiens d'Alexandrie décernent le titre de « pape » (« père ») à Pierre d'Alexandrie : c'est la première fois que cette appellation est attestée.
L'attribution à Marc de la christianisation d'Alexandrie, seconde ville de l'empire romain avec une communauté juive importante -100 000 juifs sur 600 000 habitants-, relève d'une légende forgée au début du IIIe siècle pour satisfaire la demande des papes Pontien (230-235) puis Fabien (236-250) que soit établie une liste des évêques remontant aux temps apostoliques afin de fonder la prééminence de l'évêque.
Le mot grec ἐκκλησία (ekklêsia, du verbe ἐκκαλέω ekkaleô, convoquer, rassembler) ne prend le sens de « bâtiment » ou métaphoriquement d'« institution » qu'à partir du IIIe siècle. Auparavant, il s'agit d'une assemblée réunie pour prendre des décisions, par exemple l'Ecclésia, l'assemblée « nationale » de l'Athènes classique.

## Églises chrétiennes

### Catholicisme
L'Église catholique affirme que, par la consécration épiscopale, ses évêques assurent la continuité vitale et institutionnelle de la « grande mission » confiée aux apôtres par Jésus-Christ.
Elle reconnaît aux Églises orthodoxes la succession apostolique. Pour autant, elle ne reconnaît pas les ministères des Églises orthodoxes parce qu'ils ne reconnaissent pas l'autorité du pape (cf. la déclaration Dominus Iesus du 6 août 2000).
En revanche, la bulle Apostolicae Curae du 18 septembre 1896 de Léon XIII rappelle que l'Église catholique considère de manière irrévocable les ordinations anglicanes comme « nulles et sans valeur ».
Dans le contexte des relations entre la Chine et le Saint-Siège, la succession apostolique est un point d'achoppement des discussions, le Parti communiste chinois souhaitant décider des nominations des évêques, sans l'« influence étrangère » du Vatican,.

### Orthodoxie
Pour l'Église orthodoxe, la succession apostolique présuppose non seulement une chaîne d'ordinations continues remontant aux Douze Apôtres, mais aussi la transmission de dons du Saint-Esprit, dont celui de la grâce du sacerdoce.
À la question de l'existence d'une succession apostolique en dehors de l'Église orthodoxe, la Communion orthodoxe donne des réponses variables : son absence totale en dehors de l'orthodoxie, le principe d'« incertitude » et la doctrine de sa réalité en dehors de l'orthodoxie.

### Protestantisme

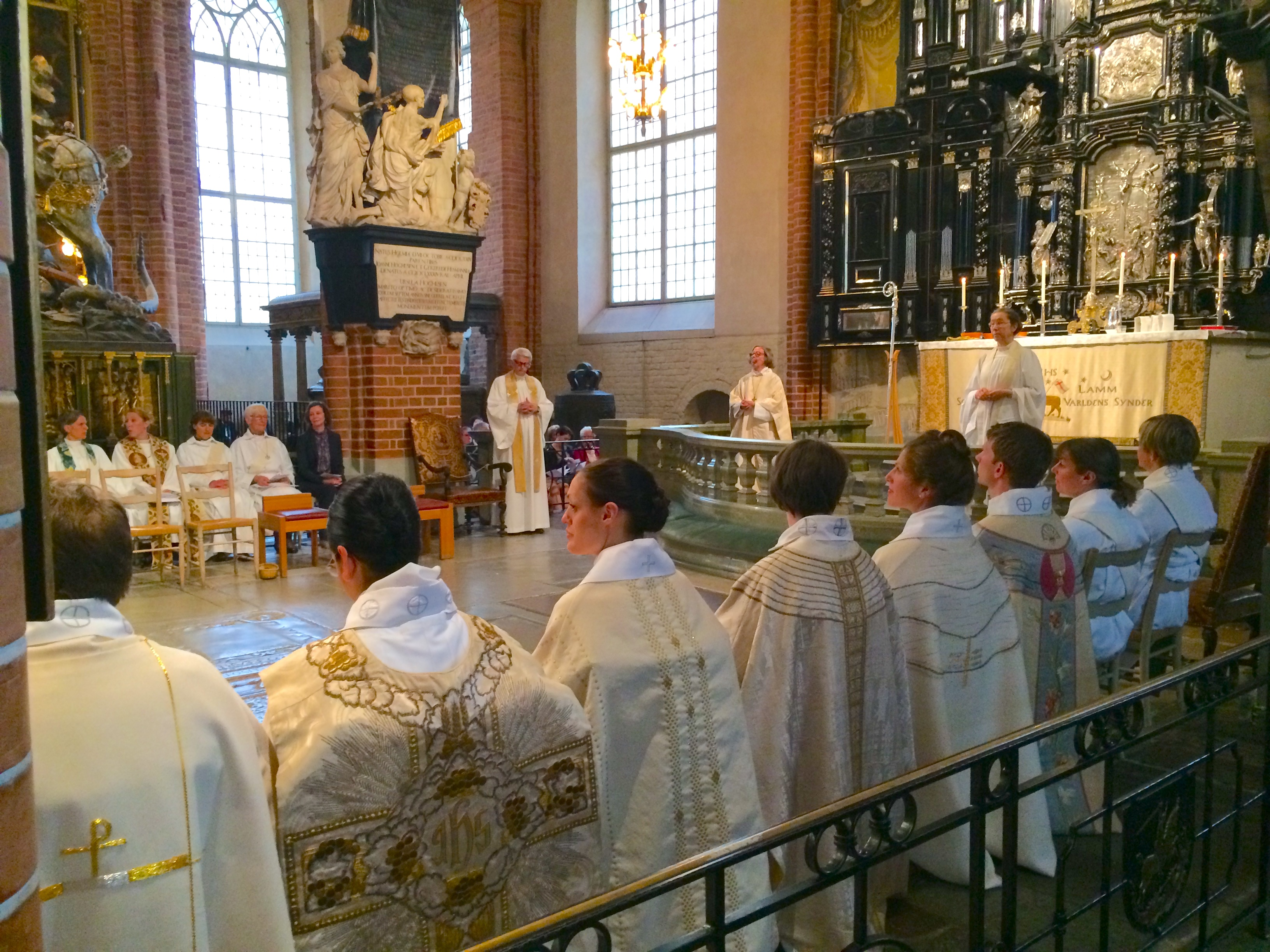
Une ordination dans l'Église luthérienne de Suède, 2017.

Les Églises issues de la Réforme se limitent au fait que chaque baptisé est « prophète, prêtre et roi », et accordent beaucoup moins d'importance à la succession apostolique qu'à celle de la foi : la successio fidei, ou encore successio fidelium (« succession des fidèles »). Cette succession se conçoit avant tout comme un « retour constant au témoignage apostolique ». Luther, dans ses 95 Thèses, insiste sur la nécessité de retrouver la pureté de l'Église primitive et son organisation naturelle selon les préceptes de l'apôtre Paul. Cette approche « oblige l'Église à témoigner de l'Évangile de Jésus-Christ de manière authentique et missionnaire dans la fidélité au message apostolique (1 Cor 15:1-3) auquel elle doit son existence. Là où l'Esprit de Dieu fait de ce message apostolique une vérité pour les hommes (Jn 16:13), l'apostolicité de l'Église se réalise comme successio fidelium au fil des générations ».